# 迤资站
迤资站是一个成昆铁路上的车站，位于四川省攀枝花市仁和区大龙潭彝族乡迤资村，邮政编码为617064。车站目前为三等站，曾经每日有一对往来攀枝花和昆明的慢车停靠，2020年5月25日起停办；货运仅办理整车路用货物发到。车站北上距攀枝花站10公里，成都站759公里；南下距广通站188公里，昆明站341公里。
车站建于1970年，长期隶属昆明铁路局广通车务段管辖，曾经是成昆铁路在昆明铁路局管内最北端车站。2002年攀枝花钒钛产业园区计划建设连接迤资站的马店河铁路专用货场并对车站进行扩建，2006年9月1日开工。2010年7月1日工程竣工后车站站场规模由原先的4条股道增加至9条，同时车站升为三等站。2020年5月26日车站移交成都局集团西昌车务段管理。车站职工数量在移交后从原先的66人剧减至22人，导致人均作业量急剧增加。